# Geschäft ist Geschäft (Komödie)

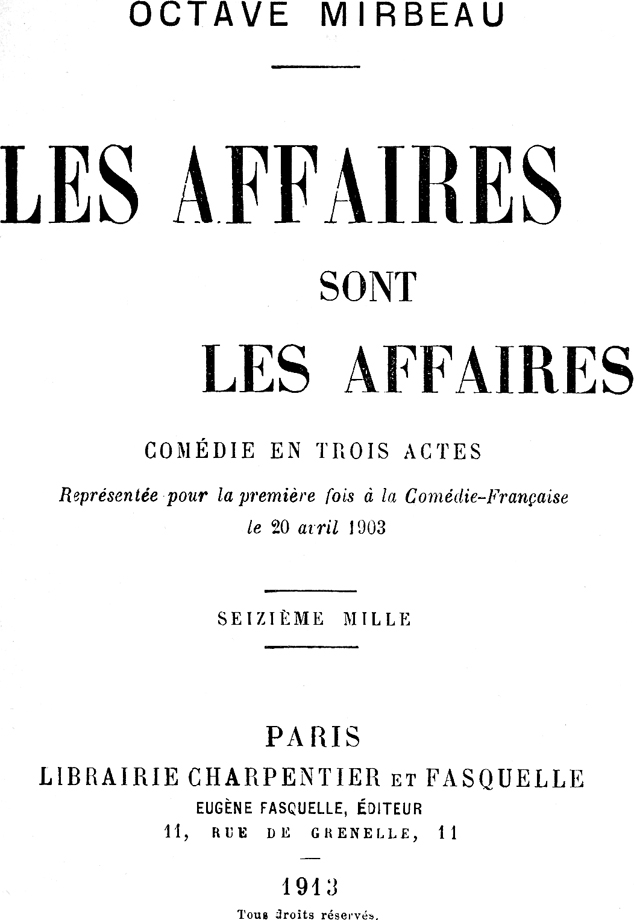
Geschäft ist Geschäft

Geschäft ist Geschäft (französischer Originaltitel Les affaires sont les affaires) ist eine satirisch-gesellschaftskritische Komödie des französischen Schriftstellers Octave Mirbeau, die von der Comédie-Française im April 1903 uraufgeführt wurde. Das Stück wurde in Frankreich, Deutschland und Russland zu einem großen Erfolg.

## Inhalt
In der großen, klassischen Sitten- und Charakter-Komödie stellt Mirbeau die Emporkömmlinge, die Allmacht der Geldaristokraten bloß, die er in der Person des Geschäftsmanns Isidore Lechat darstellt.

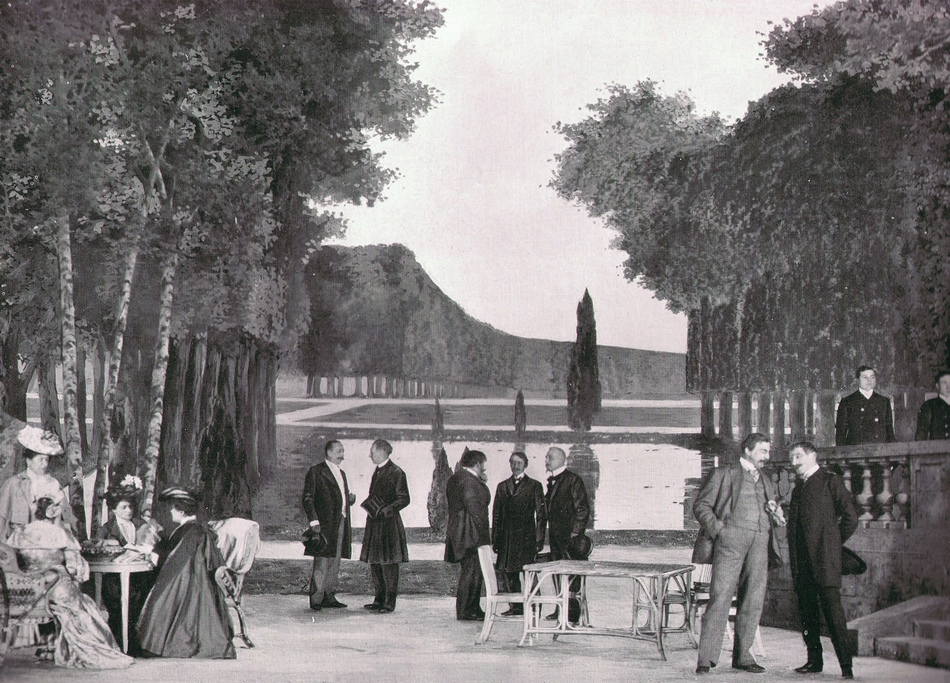
Geschäft ist Geschäft, Aufführung der Comédie-Française, 1903